# Paracypris bensoni
Paracypris bensoni är en kräftdjursart som beskrevs av Rosalie F. Maddocks 1988. Paracypris bensoni ingår i släktet Paracypris och familjen Candonidae. Inga underarter finns listade i Catalogue of Life.